# Bradbury (Californie)
Pour les articles homonymes, voir Bradbury.
Bradbury est une ville du comté de Los Angeles, dans l'État de Californie aux États-Unis. Elle est située dans la vallée de San Gabriel.

## Présentation
Il s'agit presque entièrement d'une gated community habitée par 855 habitants (recensement de 2000).

## Démographie
| 1960 | 1970 | 1980 | 1990 | 2000 | 2010  |
| ---- | ---- | ---- | ---- | ---- | ----- |
| 618  | 838  | 846  | 829  | 855  | 1 048 |